# Associazione Calcio Femminile Modena Ritt Jeans 1986-1987
Questa voce raccoglie le informazioni riguardanti la Associazione Calcio Femminile Modena Ritt Jeans nelle competizioni ufficiali della stagione 1986-1987.

## Organigramma societario
Area direttiva
- Presidente:

Area organizzativa
- Segretario:

Area comunicazione
- Addetto stampa:

Area tecnica
- Allenatore:
- Allenatore in seconda:

## Rosa
Rosa della squadra tratta da tabellini pubblicati.
| N. |                   | Ruolo | Calciatrice          |
| -- | ----------------- | ----- | -------------------- |
| 6  | Italia (bandiera) | C     | Stefania Bandini     |
|    | Italia (bandiera) |       | Bassi                |
| 8  | Italia (bandiera) | A     | Elisabetta Bavagnoli |
| 4  | Italia (bandiera) | C     | Annamaria Bernabè    |
|    | Italia (bandiera) |       | Bettuzzi             |
| 7  | Italia (bandiera) | A     | Sabrina Cavina       |
| 2  | Italia (bandiera) | D     | Tiziana D'Orio       |
| 1  | Italia (bandiera) | P     | Clara Florimo        |
| 8  | Italia (bandiera) | A     | Barbara Foppiani     |
| 1  | Italia (bandiera) | P     | Nilla Germini        |

| N. |                      | Ruolo | Calciatrice       |
| -- | -------------------- | ----- | ----------------- |
| 11 | Italia (bandiera)    | A     | Ida Golin         |
|    | Italia (bandiera)    | D     | Gozzi             |
| 5  | Danimarca (bandiera) | C     | Lone Nilsson      |
| 2  | Italia (bandiera)    | D     | Lucia Magistrali  |
| 10 | Italia (bandiera)    | D     | Adele Marsiletti  |
| 10 | Irlanda (bandiera)   | A     | Anne O'Brien      |
| 4  | Italia (bandiera)    | C     | Antonella Pelloni |
| 2  | Italia (bandiera)    | D     | Marisa Perin      |
| 9  | Italia (bandiera)    | D     | Laura Tavella     |